# Río Escanela
Río Escanela är en ort i Mexiko.   Den ligger i kommunen Pinal de Amoles och delstaten Querétaro Arteaga, i den centrala delen av landet, 200 km norr om huvudstaden Mexico City. Río Escanela ligger 1 368 meter över havet och antalet invånare är 223.
Terrängen runt Río Escanela är kuperad österut, men västerut är den bergig. Río Escanela ligger nere i en dal. Runt Río Escanela är det ganska tätbefolkat, med 52 invånare per kvadratkilometer. Närmaste större samhälle är Jalpan, 13,9 km öster om Río Escanela. I omgivningarna runt Río Escanela växer i huvudsak blandskog.